# U-17-Fußball-Südamerikameisterschaft 1993
Die U-17-Fußball-Südamerikameisterschaft 1993 fand 1993 in Kolumbien statt.
Gespielt wurde in zwei Gruppen à fünf Mannschaften und einer anschließend ebenfalls im Gruppenmodus ausgetragenen Finalphase mit vier Teams. Es nahmen am Turnier die Nationalmannschaften Argentiniens, Boliviens, Brasiliens, Chiles, Kolumbiens, Ecuadors, Paraguays, Perus, Uruguays und Venezuelas teil. Aus der Veranstaltung ging die U-17 Kolumbiens als Sieger hervor. Die Plätze zwei bis vier belegten die Nationalteams aus Chile, Argentinien und Brasilien.
Kolumbien, Chile und Argentinien als die drei nach Abschluss des Turniers bestplatzierten Auswahlmannschaften qualifizierten sich für die U-17-Weltmeisterschaft 1993 in Japan.